# Rathbone Place

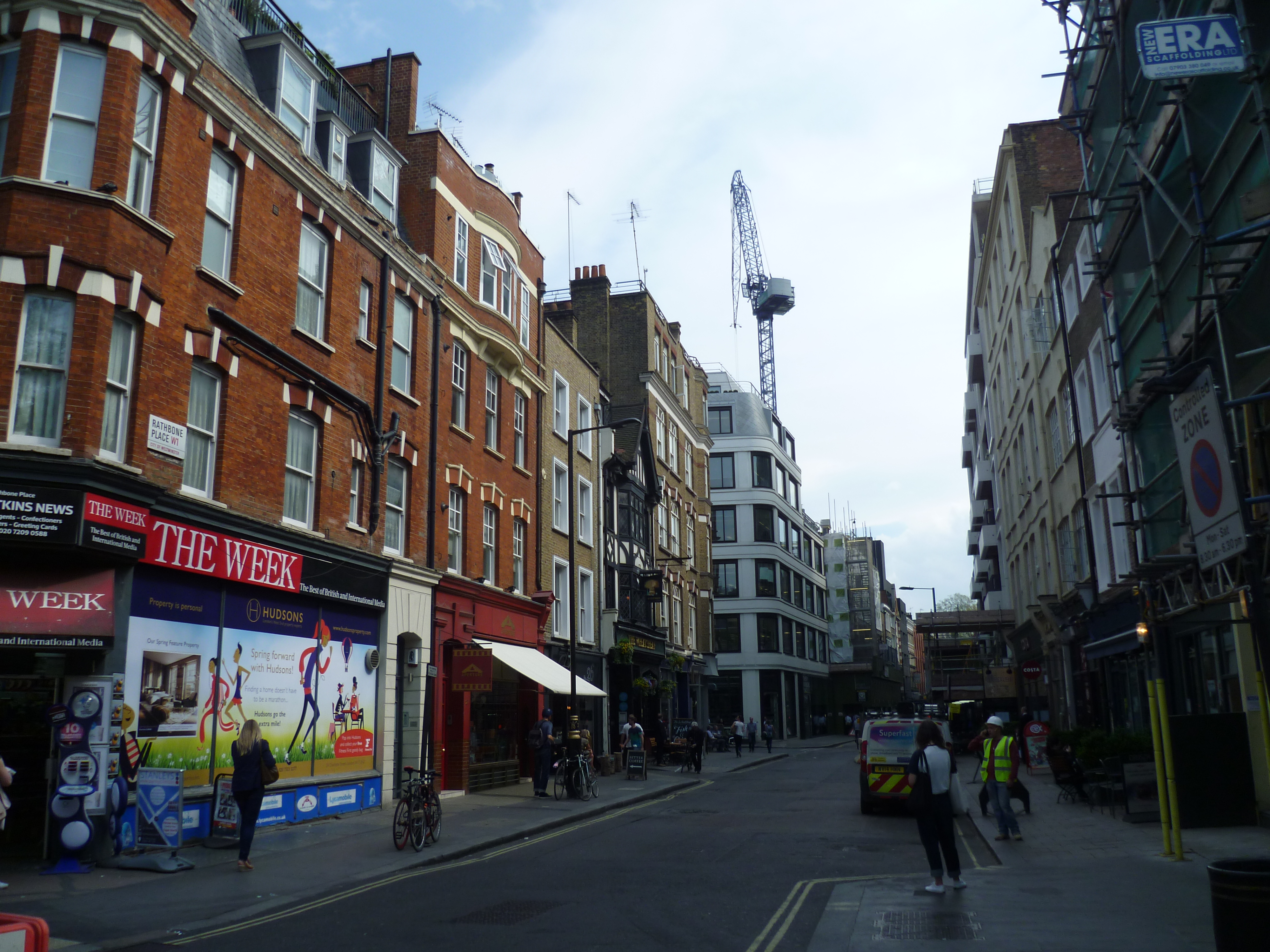
Rathbone Place, Richtung Süden (2016)

Rathbone Place ist eine Straße im Zentrum von London. Er erstreckt sich nordwestlich von der Oxford Street Richtung Percy Street. Östlich schließen sich Percy Mews, Gresse Street und Evelyn Yard an. Am Rathbone Place befinden sich im Wesentlichen Geschäfts- und Büroräume.
Internationale Bekanntheit erhielt Rathbone Place durch ein Schild auf einem Gebäude in der letzten Szene der letzten Folge der vierten Staffel der BBC-Serie Sherlock, in der Sherlock Holmes und Dr. Watson in eine ungewisse Zukunft rennen, wenngleich es sich bei dem im Film gezeigten tatsächlich nicht um den Rathbone Place handelt; den Machern der Serie ging es darum, mit dem Verweis auf Rathbone Place den Schauspieler Basil Rathbone zu würdigen, dessen Darstellung einer in die 1940er Jahre versetzten Sherlock-Holmes-Figur ursprünglich den Anstoß für die Entwicklung der Serie gegeben hatte, die den Detektiv wiederum in der Gegenwart agieren lässt.